# Films américains sortis en 1933
Listes de films américains
- 1929
- 1930
- 1931
- 1932
- 1933
- 1934
- 1935
- 1936
- 1937

Liste (non exhaustive) de films américains sortis en 1933.
Cavalcade remporte l'Oscar du meilleur film à la 6e cérémonie des Oscars.

## A-Z (ordre alphabétique des titres en anglais)
| Titre                                  | Réalisateur                            | Distribution                                                | Genre                           | Note |
| -------------------------------------- | -------------------------------------- | ----------------------------------------------------------- | ------------------------------- | ---- |
| 42nd Street                            | Lloyd Bacon                            | Dick Powell, Ruby Keeler, Ginger Rogers                     | Film musical                    |      |
| Ace of Aces                            | J. Walter Ruben                        | Richard Dix, Ralph Bellamy, Elizabeth Allan                 | Drame, guerre                   |      |
| Adorable                               | William Dieterle                       | Janet Gaynor, Henri Garat, C. Aubrey Smith                  | Film musical                    |      |
| Alice in Wonderland                    | Norman Z. McLeod                       | Charlotte Henry, Edward Everett Horton, W. C. Fields        | Fantasy                         |      |
| Ann Vickers                            | John Cromwell                          | Irene Dunne, Walter Huston, Edna May Oliver                 | Drame                           |      |
| The Avenger                            | Edwin L. Marin                         | Ralph Forbes, Adrienne Ames, Arthur Vinton                  | Drame, policier                 |      |
| Baby Face                              | Alfred E. Green                        | Barbara Stanwyck, George Brent, Donald Cook                 | Drame                           |      |
| The Barbarian                          | Sam Wood                               | Myrna Loy, Ramon Novarro, Edward Arnold                     | Aventure                        |      |
| Beauty for Sale                        | Richard Boleslawski                    | Madge Evans, Otto Kruger, Alice Brady                       | Drame                           |      |
| Bed of Roses                           | Gregory La Cava                        | Constance Bennett, Joel McCrea, Franklin Pangborn           | Drame                           |      |
| A Bedtime Story                        | Norman Taurog                          | Maurice Chevalier, Edward Everett Horton, Helen Twelvetrees | Film musical                    |      |
| Below the Sea                          | Albert S. Rogell                       | Ralph Bellamy, Fay Wray, Frederick Vodeding                 | Drame                           |      |
| Berkeley Square                        | Frank Lloyd                            | Leslie Howard, Heather Angel, Valerie Taylor                | Fantasy                         |      |
| The Big Chance                         | Albert Herman                          | John Darrow, Mickey Rooney, Natalie Moorhead                | Drame, policier                 |      |
| Black Beauty                           | Phil Rosen                             | Esther Ralston, Alexander Kirkland, Hale Hamilton           | Drame                           |      |
| Blood Money                            | Rowland Brown                          | George Bancroft, Judith Anderson, Frances Dee               | Drame, policier                 |      |
| Bombshell                              | Victor Fleming                         | Jean Harlow, Lee Tracy, Franchot Tone                       | Comédie dramatique              |      |
| The Bowery                             | Raoul Walsh                            | Wallace Beery, George Raft, Jackie Cooper                   | Comédie ramatique               |      |
| Broken Dreams                          | Robert G. Vignola                      | Randolph Scott, Martha Sleeper, Joseph Cawthorn             | Drame                           |      |
| Bureau of Missing Persons              | Roy Del Ruth                           | Bette Davis, Pat O'Brien, Glenda Farrell                    | Drame                           |      |
| By Appointment Only                    | Frank R. Strayer                       | Aileen Pringle, Lew Cody, Edward Morgan                     | Drame                           |      |
| By Candlelight                         | James Whale                            | Elissa Landi, Paul Lukas                                    |                                 |      |
| Captured!                              | Roy Del Ruth                           | Leslie Howard, Douglas Fairbanks Jr., Margaret Lindsay      | Drame, guerre                   |      |
| Cavalcade                              | Frank Lloyd                            | Clive Brook, Diana Wynyard, Beryl Mercer                    | Drame, guerre                   |      |
| Central Airport                        | William A. Wellman                     | Richard Barthelmess, James Murray, Sally Eilers             | Drame                           |      |
| Chance at Heaven                       | William A. Seiter                      | Ginger Rogers, Joel McCrea, Marian Nixon                    | Drame                           |      |
| Cocktail Hour                          | Roy Mack                               | Randolph Scott, Bebe Daniels                                | Drame, romance                  |      |
| The Constant Woman                     | Victor Schertzinger                    | Conrad Nagel, Leila Hyams, Claire Windsor                   | Drame, romance                  |      |
| Corruption                             | Charles E. Roberts                     | Preston Foster, Tully Marshall, Evalyn Knapp                | Drame, policier                 |      |
| Counsellor at Law                      | William Wyler                          | John Barrymore, Bebe Daniels                                | Drame                           |      |
| The Crime of the Century               | William Beaudine                       | Jean Hersholt, Wynne Gibson, Frances Dee                    | Drame, Film à énigme            |      |
| Damaged Lives                          | Edgar G. Ulmer                         | Lyman Williams, Diane Sinclair, Jason Robards Sr.           | Drame                           |      |
| Dancing Lady                           | Robert Z. Leonard                      | Joan Crawford, Clark Gable, Fred Astaire                    | Comédie musicale                |      |
| Daring Daughters                       | Christy Cabanne                        | Marian Marsh, Kenneth Thomson, Bert Roach                   | Comédie, drame                  |      |
| Day of Reckoning                       | Charles Brabin                         | Richard Dix, Una Merkel, Stuart Erwin                       | Drame                           |      |
| Deadwood Pass                          | J. P. McGowan                          | Tom Tyler, Lafe McKee, Slim Whitaker                        | Western                         |      |
| Deluge                                 | Felix E. Feist                         | Peggy Shannon, Sidney Blackmer                              | Science fiction                 |      |
| Design for Living                      | Ernst Lubitsch                         | Fredric March, Gary Cooper, Miriam Hopkins                  | Comédie, Romance                |      |
| Destination Unknown                    | Tay Garnett                            | Pat O'Brien, Ralph Bellamy, Alan Hale                       | Drame                           |      |
| The Devil's Brother                    | Hal Roach                              | Stan Laurel, Oliver Hardy, Thelma Todd                      | Comédie                         |      |
| The Devil's In Love                    | William Dieterle                       | Loretta Young, Victor Jory, Vivienne Osborne                | Drame, Romance                  |      |
| Dinner at Eight                        | George Cukor                           | John Barrymore, Wallace Beery, Jean Harlow                  | Comédie dramatique              |      |
| Doctor Bull                            | John Ford                              | Will Rogers, Marian Nixon, Vera Allen                       | Comédie                         |      |
| Dora's Dunking Doughnuts               | Harry Edwards                          | Andy Clyde, Shirley Temple                                  | Comédie                         |      |
| Duck Soup                              | Leo McCarey                            | Groucho Marx, Chico Marx, Margaret Dumont                   | Comédie                         |      |
| The Eagle and the Hawk                 | Stuart Walker                          | Fredric March, Cary Grant, Carole Lombard                   | Drame, guerre                   |      |
| Emergency Call                         | Edward L. Cahn                         | William Boyd, Wynne Gibson, Betty Furness                   | Drame                           |      |
| The Emperor Jones                      | Dudley Murphy                          | Paul Robeson, Frank H. Wilson, Dudley Digges                | Drame                           |      |
| Employees' Entrance                    | Roy Del Ruth                           | Loretta Young, Warren William, Wallace Ford                 | Drame                           |      |
| Ex-Lady                                | Robert Florey                          | Bette Davis, Gene Raymond, Claire Dodd                      | Comédie                         |      |
| Face in the Sky                        | Harry Lachman                          | Spencer Tracy, Marian Nixon, Stuart Erwin                   | Comédie musicale                |      |
| Fargo Express                          | Alan James                             | Ken Maynard, Helen Mack, Paul Fix                           | Western                         |      |
| Fast Workers                           | Tod Browning                           | John Gilbert, Robert Armstrong, Mae Clarke                  | Drame                           |      |
| Female                                 | Michael Curtiz                         | Ruth Chatterton, George Brent, Lois Wilson                  | Comédie dramatique              |      |
| Flying Down to Rio                     | Thornton Freeland                      | Dolores del Río, Fred Astaire, Ginger Rogers                | Film musical                    |      |
| Footlight Parade                       | Lloyd Bacon                            | James Cagney, Joan Blondell, Ruby Keeler                    | Comédie musicale                |      |
| From Hell to Heaven                    | Erle C. Kenton                         | Carole Lombard, Jack Oakie, Adrienne Ames                   | Drame                           |      |
| Gabriel Over the White House           | Gregory La Cava                        | Walter Huston, Franchot Tone, Karen Morley                  | Comédie, Fantasy                |      |
| Gambling Ship                          | Max Marcin                             | Cary Grant, Jack La Rue, Benita Hume                        | Comédie dramatique              |      |
| Girl Missing                           | Robert Florey                          | Glenda Farrell, Mary Brian, Ben Lyon                        | Drame, Film à énigme            |      |
| Girl Without a Room                    | Ralph Murphy                           | Charles Ruggles, Marguerite Churchill                       | Comédie                         |      |
| Going Hollywood                        | Raoul Walsh                            | Bing Crosby, Marion Davies, Ned Sparks                      | Comédie musicale                |      |
| Gold Diggers of 1933                   | Mervyn LeRoy                           | Warren William, Ginger Rogers, Aline MacMahon               | Film musical                    |      |
| Goodbye Again                          | Michael Curtiz                         | Warren William, Joan Blondell, Genevieve Tobin              | Comédie                         |      |
| Grand Slam                             | William Dieterle                       | Loretta Young, Paul Lukas, Frank McHugh                     | Comédie, Romance                |      |
| Hallelujah, I'm a Bum                  | Lewis Milestone                        | Al Jolson, Madge Evans, Frank Morgan                        | Film musical                    |      |
| Hard to Handle                         | Mervyn LeRoy                           | James Cagney, Mary Brian, Allen Jenkins                     | Comédie                         |      |
| Hell Below                             | Jack Conway                            | Robert Montgomery, Walter Huston, Jimmy Durante             | Drame, guerre                   |      |
| Heroes for Sale                        | William A. Wellman                     | Richard Barthelmess, Aline MacMahon, Loretta Young          | Drame                           |      |
| High Gear                              | Leigh Jason                            | James Murray, Joan Marsh, Theodore von Eltz                 | Aventure, drame                 |      |
| His Double Life                        | Arthur Hopkins                         | Roland Young, Lillian Gish, Montagu Love                    | Comédie dramatique              |      |
| His Private Secretary                  | Phil Whitman                           | John Wayne, Evalyn Knapp, Reginald Barlow                   | Comédie                         |      |
| Hold Your Man                          | Sam Wood                               | Clark Gable, Jean Harlow, Stuart Erwin                      | Comédie dramatique              |      |
| The House on 56th Street               | Robert Florey                          | Kay Francis, Ricardo Cortez, Margaret Lindsay               | Drame                           |      |
| I Cover the Waterfront                 | James Cruze                            | Claudette Colbert, Ben Lyon, Ernest Torrence                | Drame                           |      |
| I Loved a Woman                        | Alfred E. Green                        | Edward G. Robinson, Kay Francis, Genevieve Tobin            | Drame                           |      |
| I'm No Angel                           | Wesley Ruggles                         | Mae West, Cary Grant, Edward Arnold                         | Comédie, film musical           |      |
| India Speaks                           | Walter Futter                          | Narrated by Richard Halliburton                             | Documentaire                    |      |
| International House                    | A. Edward Sutherland                   | W. C. Fields, Stuart Erwin, George Burns                    | Comédie                         |      |
| The Intruder                           | Albert Ray                             | Lila Lee, Monte Blue, William B. Davidson                   | Film à énigme, drame            |      |
| The Invisible Man                      | James Whale                            | Claude Rains, Gloria Stuart, Henry Travers                  | Science fiction, film d'horreur |      |
| It's Great to Be Alive                 | Alfred L. Werker                       | Edna May Oliver, Gloria Stuart, Raul Roulien                | Comédie                         |      |
| Jennie Gerhardt                        | Marion Gering                          | Sylvia Sidney, Donald Cook, Mary Astor et Edward Arnold     | Drame                           |      |
| Jungle Bride                           | Albert H. Kelley                       | Anita Page, Charles Starrett, Kenneth Thomson               | Drame, aventure                 |      |
| King Kong                              | Merian C. Cooper, Ernest B. Schoedsack | Fay Wray, Robert Armstrong, Bruce Cabot                     | Drame, aventure, film d'horreur |      |
| King of the Jungle                     | Max Marcin                             | Buster Crabbe, Frances Dee, Irving Pichel                   | Aventure, Drame                 |      |
| Ladies They Talk About                 | William Keighley                       | Barbara Stanwyck, Preston Foster                            | Drame                           |      |
| Lady for a Day                         | Frank Capra                            | Warren William, May Robson, Guy Kibbee                      | Comédie                         |      |
| Lady Killer                            | Roy Del Ruth                           | James Cagney, Margaret Lindsay, Mae Clarke                  | Comédie, policier               |      |
| Lilly Turner                           | William A. Wellman                     | Ruth Chatterton, Frank McHugh, Robert Barrat                | Drame                           |      |
| The Little Giant                       | Roy Del Ruth                           | Edward G. Robinson, Mary Astor, Russell Hopton              | Comédie policière               |      |
| Little Women                           | George Cukor                           | Katharine Hepburn, Joan Bennett, Paul Lukas                 | Drame                           |      |
| Looking Forward                        | Clarence Brown                         | Lionel Barrymore, Lewis Stone, Benita Hume                  | Drame                           |      |
| Lot in Sodom                           | James Sibley Watson                    | Friedrich Haak                                              |                                 |      |
| The Mad Game                           | Irving Cummings                        | Spencer Tracy, Claire Trevor, J. Carrol Naish               | Drame                           |      |
| Made on Broadway                       | Harry Beaumont                         | Robert Montgomery, Madge Evans, Sally Eilers                | Comédie dramatique              |      |
| The Man from Monterey                  | Mack V. Wright                         | John Wayne, Ruth Hall, Lafe McKee                           | Western                         |      |
| The Man from Toronto                   | Lloyd Cornthwaite                      | Ian Hunter et Jessie Matthews                               |                                 |      |
| Man's Castle                           | Frank Borzage                          | Spencer Tracy, Loretta Young                                | Drame, Romance                  |      |
| The Mayor of Hell                      | Archie Mayo                            | James Cagney, Allen Jenkins, Dudley Digges                  | Drame, policier                 |      |
| Men Must Fight                         | Edgar Selwyn                           | Diana Wynyard, Lewis Stone, Phillips Holmes                 | Drame, guerre                   |      |
| Midnight Club                          | Alexander Hall                         | George Raft, Clive Brook, Alison Skipworth                  | Drame, policier                 |      |
| Midnight Mary                          | William A. Wellman                     | Loretta Young, Franchot Tone                                | Drame                           |      |
| The Midnight Patrol                    | Lloyd French                           | Stan Laurel, Oliver Hardy                                   | Comédie                         |      |
| The Mind Reader                        | Roy Del Ruth                           | Warren William, Constance Cummings                          | Drame                           |      |
| The Monkey's Paw                       | Ernest B. Schoedsack                   | Ivan F. Simpson, C. Aubrey Smith                            | Film d'horreur                  |      |
| Moonlight and Pretzels                 | Karl Freund                            | William Frawley, Mary Brian                                 | Drame                           |      |
| Morning Glory                          | Lowell Sherman                         | Katharine Hepburn, Douglas Fairbanks Jr.                    | Drame                           |      |
| Mystery of the Wax Museum              | Michael Curtiz                         | Lionel Atwill, Fay Wray, Glenda Farrell                     | Film d'horreur                  |      |
| Night Flight                           | Clarence Brown                         | Lionel Barrymore, John Barrymore, Clark Gable               | Drame                           |      |
| Night of Terror (en)                   | Benjamin Stoloff                       | Bela Lugosi, Sally Blane                                    | Film d'horreur                  |      |
| No Other Woman                         | William Wyler                          | Irene Dunne, Charles Bickford, Eric Linden                  |                                 |      |
| Oliver Twist                           | William J. Cowen                       | Irving Pichel, Dickie Moore                                 | Drame                           |      |
| One Sunday Afternoon                   | Stephen Roberts                        | Gary Cooper, Fay Wray                                       | Comédie romantique              |      |
| Only Yesterday                         | John M. Stahl                          | Margaret Sullavan, John Boles                               | Drame                           |      |
| Our Betters                            | George Cukor                           | Constance Bennett, Anita Louise                             | Comédie                         |      |
| Parachute Jumper                       | Alfred E. Green                        | Bette Davis, Douglas Fairbanks Jr.                          | Drame                           |      |
| Peg o' My Heart                        | Robert Z. Leonard                      | Marion Davies, Onslow Stevens                               |                                 |      |
| Penthouse                              | W. S. Van Dyke                         | Warner Baxter, Myrna Loy                                    | policier                        |      |
| Pick-Up                                | Marion Goring                          | Sylvia Sidney, George Raft                                  | Drame                           |      |
| Picture Snatcher                       | Lloyd Bacon                            | James Cagney, Ralph Bellamy                                 | Drame                           |      |
| Pilgrimage                             | John Ford                              | Henrietta Crosman, Norman Foster                            | Drame                           |      |
| The Power and the Glory                | William K. Howard                      | Spencer Tracy, Colleen Moore                                | Drame                           |      |
| The Prizefighter and the Lady          | W.S. VanDyke                           | Myrna Loy, Walter Huston, Max Baer                          | Comédie                         |      |
| Professional Sweetheart                | William A. Seiter                      | Ginger Rogers, Norman Foster, ZaSu Pitts                    | Comédie romantique              |      |
| Queen Christina                        | Rouben Mamoulian                       | Greta Garbo, John Gilbert                                   | Drame                           |      |
| Reunion at Vienna                      | Rouben Mamoulian                       | John Barrymore, Diana Wynyard, Frank Morgan                 |                                 |      |
| Roman Scandals                         | Frank Tuttle                           | Eddie Cantor, Ruth Etting, Gloria Stuart                    | Film musical                    |      |
| The Secret of Madame Blanche           | Charles Brabin                         | Irene Dunne, Lionel Atwill, Phillips Holmes                 | Mélodrame                       |      |
| Secret of the Blue Room                | Kurt Neumann                           | Lionel Atwill, Gloria Stuart                                | Film à énigme                   |      |
| Secrets                                | Frank Borzage                          | Mary Pickford, Leslie Howard                                | Western                         |      |
| She Done Him Wrong                     | Lowell Sherman                         | Mae West, Cary Grant, Gilbert Roland                        | Comédie romantique              |      |
| She Had to Say Yes                     | Busby Berkeley                         | Loretta Young, Lyle Talbot                                  | Drame                           |      |
| The Silk Express                       | Ray Enright                            | Neil Hamilton, Sheila Terry, Arthur Byron                   |                                 |      |
| The Silver Cord                        | John Cromwell                          | Irene Dunne, Joel McCrea, Eric Linden                       | Mélodrame                       |      |
| The Solitaire Man                      | Jack Conway                            | Herbert Marshall, Mary Boland, Lionel Atwill                |                                 |      |
| The Son of Kong                        | Ernest B. Schoedsack                   | Robert Armstrong, Helen Mack                                | Aventure                        |      |
| The Song of Songs                      | Rouben Mamoulian                       | Marlene Dietrich, Brian Aherne, Lionel Atwill               |                                 |      |
| Sons of the Desert                     | William A. Seiter                      | Stan Laurel, Oliver Hardy                                   | Comédie                         |      |
| State Fair                             | Henry King                             | Janet Gaynor, Will Rogers, Lew Ayres                        | Mélodrame                       |      |
| The Story of Temple Drake              | Stephen Roberts                        | Miriam Hopkins, Jack La Rue                                 | Drame                           |      |
| The Stranger's Return                  | King Vidor                             | Miriam Hopkins, Franchot Tone                               | Drame                           |      |
| A Study in Scarlet                     | Edwin L. Marin                         | Reginald Owen, Anna May Wong                                | Drame                           |      |
| Supernatural                           | Victor Halperin                        | Carole Lombard, Alan Dinehart                               | Film d'horreur                  |      |
| The Sweetheart of Sigma Chi            | Lloyd Hughes                           | Buster Crabbe, Mary Carlisle                                | Mélodrame                       |      |
| This Day and Age                       | Cecil B. DeMille                       | Charles Bickford, Richard Cromwell                          | Drame                           |      |
| Three-Cornered Moon                    | Elliot Nugent                          | Claudette Colbert, Richard Arlen                            | Comédie                         |      |
| Three Little Pigs                      | Burt Gillett                           | Pinto Colvig, Billy Bletcher                                | Animated                        |      |
| Tillie and Gus                         | Francis Martin                         | W. C. Fields, Alison Skipworth                              | Comédie                         |      |
| To the Last Man                        | Henry Hathaway                         | Randolph Scott, Esther Ralston                              | Western                         |      |
| Today We Live                          | Howard Hawks                           | Joan Crawford, Gary Cooper, Roland Young                    | Romance, Drame                  |      |
| Tonight Is Ours                        | Stuart Walker                          | Claudette Colbert, Fredric March                            | Romance                         |      |
| Topaze                                 |                                        | John Barrymore, Myrna Loy                                   | Drame                           |      |
| Torch Singer                           | Alexander Hall                         | Claudette Colbert, Ricardo Cortez                           | Film musical, Romance           |      |
| Tugboat Annie                          | Mervyn LeRoy                           | Marie Dressler, Wallace Beery, Maureen O'Sullivan           | Comédie romantique              |      |
| Turn Back the Clock                    | Edgar Selwyn                           | Lee Tracy, Mae Clarke                                       | Drame                           |      |
| Unknown Valley                         | Lambert Hillyer                        | Buck Jones, Cecilia Parker, Wade Boteler                    | Western                         |      |
| The Vampire Bat                        | Frank R. Stayer                        | Fay Wray, Lionel Atwill, Melvyn Douglas                     | Film d'horreur                  |      |
| Voltaire                               | John G. Adolfi                         | George Arliss, Doris Kenyon                                 | Biography                       |      |
| When Ladies Meet                       | Harry Beaumont                         | Ann Harding, Myrna Loy, Robert Montgomery                   | Drame                           |      |
| The White Sister                       | Victor Fleming                         | Helen Hayes, Clark Gable                                    | Drame                           |      |
| Wild Boys of the Road                  | William Wellman                        | Frankie Darro, Dorothy Wellman                              | Drame                           |      |
| Celle qu'on accuse (The Woman Accused) | Paul Sloane                            | Cary Grant, Nancy Carroll                                   | Drame                           |      |
| The Woman I Stole                      | Irving Cummings                        | Fay Wray, Jack Holt                                         |                                 |      |
| The Women in His Life                  | George B. Seitz                        | Otto Kruger, Una Merkel                                     | policier                        |      |
| The Working Man                        | John G. Adolfi                         | George Arliss, Bette Davis                                  | Comédie                         |      |

## Source de la traduction
- (en) Cet article est partiellement ou en totalité issu de l’article de Wikipédia en anglais intitulé « List of American films of 1933 » (voir la liste des auteurs).